# Камский кабель
ООО «Камский кабель» (Камкабель)  – один из крупнейших производителей кабельно-проводниковой продукции, которая поставляется на ключевые инфраструктурные объекты России. Завод основан в 1957 году и расположен г. Перми – крупном административном, промышленном, научном и культурном центре с населением около 1 млн человек.

## История

### Начало пути

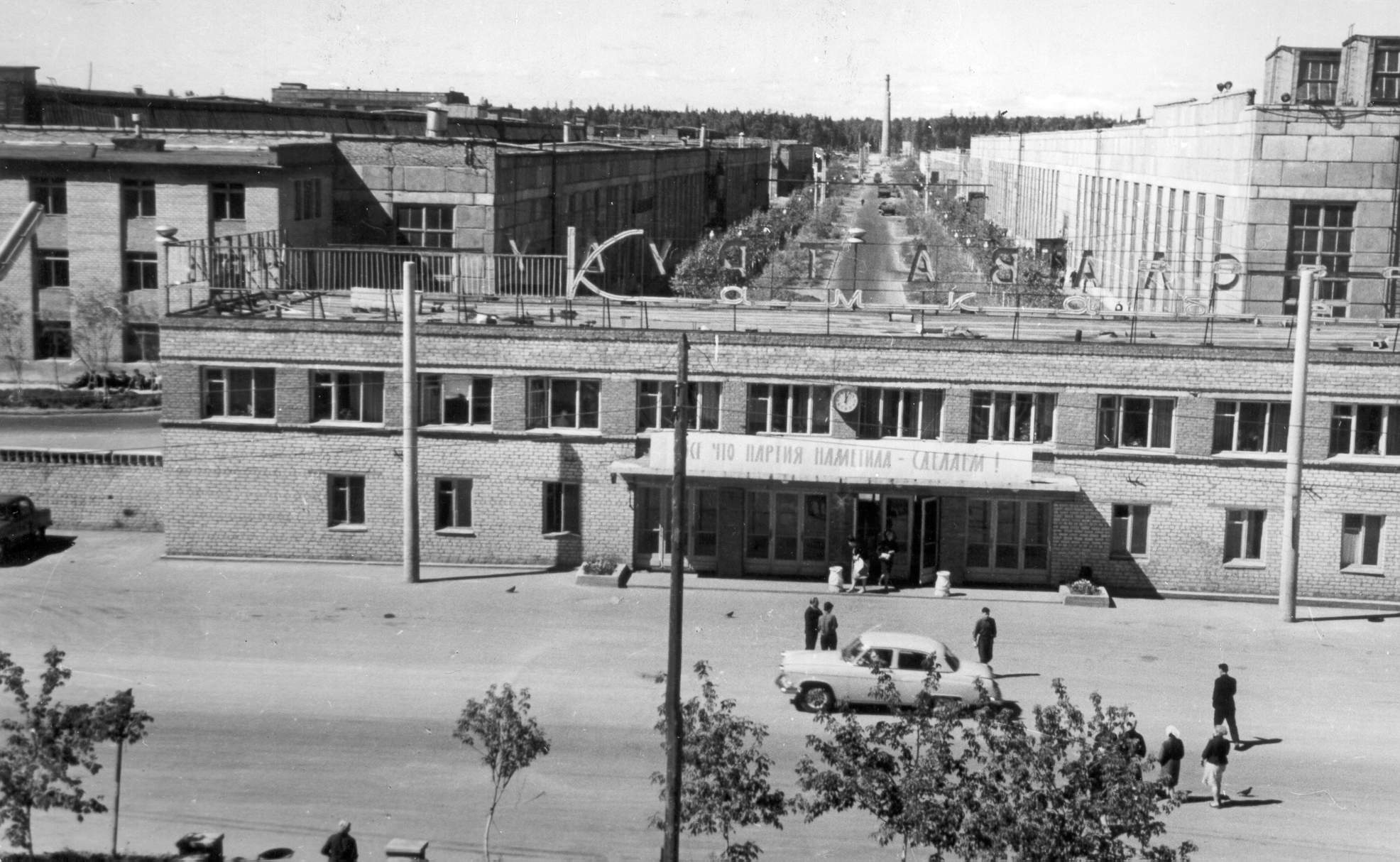
Центральная проходная завода Камкабель

30 апреля 1955 года было утверждено проектное задание о строительстве завода «Камкабель» на берегу водохранилища Камской ГЭС. Было объявлено, что это первоочередная и особо важная стройка семилетки. При выборе места для нового завода учитывалась близость источников сырья и потребителей кабельной продукции. Спустя год на завод «Камкабель» приняты первые рабочие – восемь человек. Директором предприятия стал Леонид Яковлевич Фарбер.
17 июня 1957 года была изготовлена первая продукция завода «Камкабель». Произведены 12 километров алюминиевого неизолированного провода А-35 для воздушных линий электропередач, которые предназначались для строителей Куйбышевской ГЭС. Этот день считается днем рождения завода.

### Производство налажено
Спустя год после начала строительства на «Камкабель» приезжают первые специалисты-кабельщики. Продолжается активное возведение производственных зданий, сдан под монтаж корпус шланговых кабелей, установлено первое оборудование. Запущено производство экскаваторных, контрольных и других кабелей с резиновой изоляцией.
В 1962 году организован и запущен цех монтажных и теплостойких проводов, а также выпущена первая партия силового бронированного кабеля. Продукция «Камкабеля» находит широкий спрос на сотнях промышленных предприятий и новостроек Советского Союза.
16 марта 1964 года на «Камкабеле» создан первый в стране цех кабельной арматуры. Он развивался от простого к сложному. От бумажных кабельных роликов и свинцовых соединительных муфт на 1-6 кВ до высоковольтных муфт на 110-500 кВ. Продукция цеха поставлялась на крупнейшие стройки страны.
Одна из самых памятных дат в истории «Камкабеля» – 4 марта 1965 года. В этот день Государственная комиссия подписала акт о приемке завода в эксплуатацию с оценкой «хорошо». При этом с 1957 года «Камкабель» уже успешно выпускал продукцию и к сроку сдачи в эксплуатацию полностью окупил затраты на его строительство.

### Экспорт и освоение новой продукции
В 1960-70-х годах произошел ряд знаковых для предприятия событий. Так, в 1967 году «Камкабель» выполнил крупный заказ на поставку в Сингапур 100 тыс. ярдов (английская мера длины, равная 0,91 м) кабеля сечением 0,25 кв. дюйма по британскому стандарту BSS. Это была первая зарубежная поставка. Через год уже 40 стран потребляли пермский кабель, среди них – Индия, Марокко, Сингапур, Швеция, Бразилия, Афганистан, Конго, Бирма, Замбия.
Осенью 1969 года на «Камкабеле» начинает функционировать информационно-вычислительный центр. Его начало было положено монтированием ЭВМ «Минск-22», которая проводила 6 тыс. операций в секунду. Для сравнения: среднестатистический компьютер сегодня работает с производительностью 3 млрд операций в секунду. 80 кв. м – такую площадь занимала ЭВМ «Минск-22».
Подводя итоги 1970 года, директор «Камкабеля» И. М. Троицкий отметил, что номенклатура изделий, выпускаемых заводом, включала около 5 тыс. наименований. «Камкабель» начал первым в стране выпускать контрольные кабели с изоляцией из самозатухающего полиэтилена, который не поддерживает горение.
В 1971 году на заводе была изготовлена опытно-промышленная партия шахтных экранированных кабелей в хлорвиниловой изоляции в гибкой проволочной броне. Выпуск этой продукции был освоен в СССР впервые.

### Первый Знак качества и создание климатической лаборатории
1972 год. В стране утвержден проект государственного Знака качества: продукцию, выпускаемую в СССР, сравнивали с лучшими мировыми образцами, а затем присуждали награду. 14 ноября «Камкабель» получил свой первый Знак качества. Им был награжден монтажный провод марки МГСТ в стекловолокнистой изоляции для напольных электроплит.

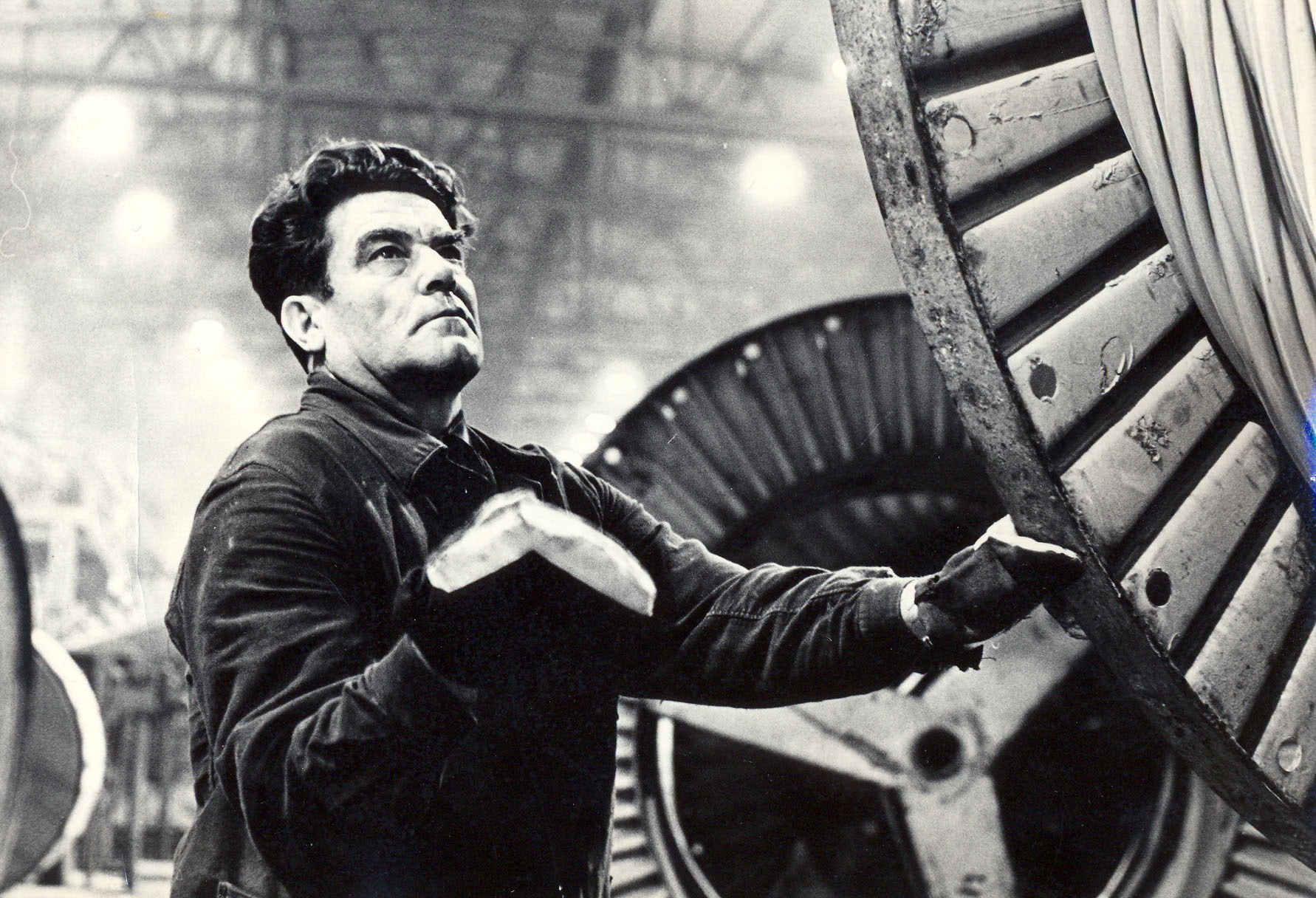
Подъем барабана на кране

В том же году в структуре центральной заводской лаборатории «Камкабеля» создана новая климатическая лаборатория. Теперь надежность кабельных изделий проверялась на пылезащищенность, устойчивость к морскому солевому туману, вибро- и ударопрочность.
В начале 1973 года «Камкабель» выполнил важный правительственный заказ – изготовил партию кабеля на напряжение 220 кВ для гидрокомплекса на реке Евфрат, что протекает в Турции, Ираке и Сирии. Досрочно была отгружена продукция для Ливана, ГДР, Румынии. На предприятии освоена новая модернизированная волочильная машина М-85. Это повысило производительность и снизило трудоемкость технологического процесса.
В 1974 году за разработку и освоение шахтного кабеля ЭВТ работники «Камкабеля» были удостоены важной награды – диплома первой степени и золотой медали Международной Лейпцигской ярмарки.
Еще через год на «Камкабеле» впервые в стране начали разработку и освоение производства кабеля на напряжение 110 кВ в алюминиевой гофрированной оболочке. Благодаря этому оказалось возможным увеличить сечение выпускаемых кабелей. К этому моменту изделия предприятия уже поставлялись в 60 стран мира.

### Награда орденом Трудового Красного Знамени и новый товарный знак
16 февраля 1976 года Указом Президиума Верховного Совета СССР «Камкабель» был награжден орденом Трудового Красного Знамени. К этому времени более 60% всей продукции завода выпускалось со Знаком качества.
В 1978 году на предприятиях Западного Урала появилось тысячное изделие с государственным Знаком качества. Этим изделием стал 500-киловольтный кабель МВДТ, который произвели на «Камкабеле». Тогда же была осуществлена поставка кабелей на Токтогульскую и Усть-Илимскую ГЭС.
Новый товарный знак «Камкабель» был презентован на страницах газеты «Камский кабельщик» в конце 1978 года. Он был разработан вильнюсским дизайнером А. Гяджюсом. В основе изображения – две буквы «К». Их вытянутые линии ассоциируются с символикой стрел, передающих электроэнергию. Этот товарный знак стал бессменным символом «Камкабеля», он известен нам и сегодня.

### Плодотворные 1980-е

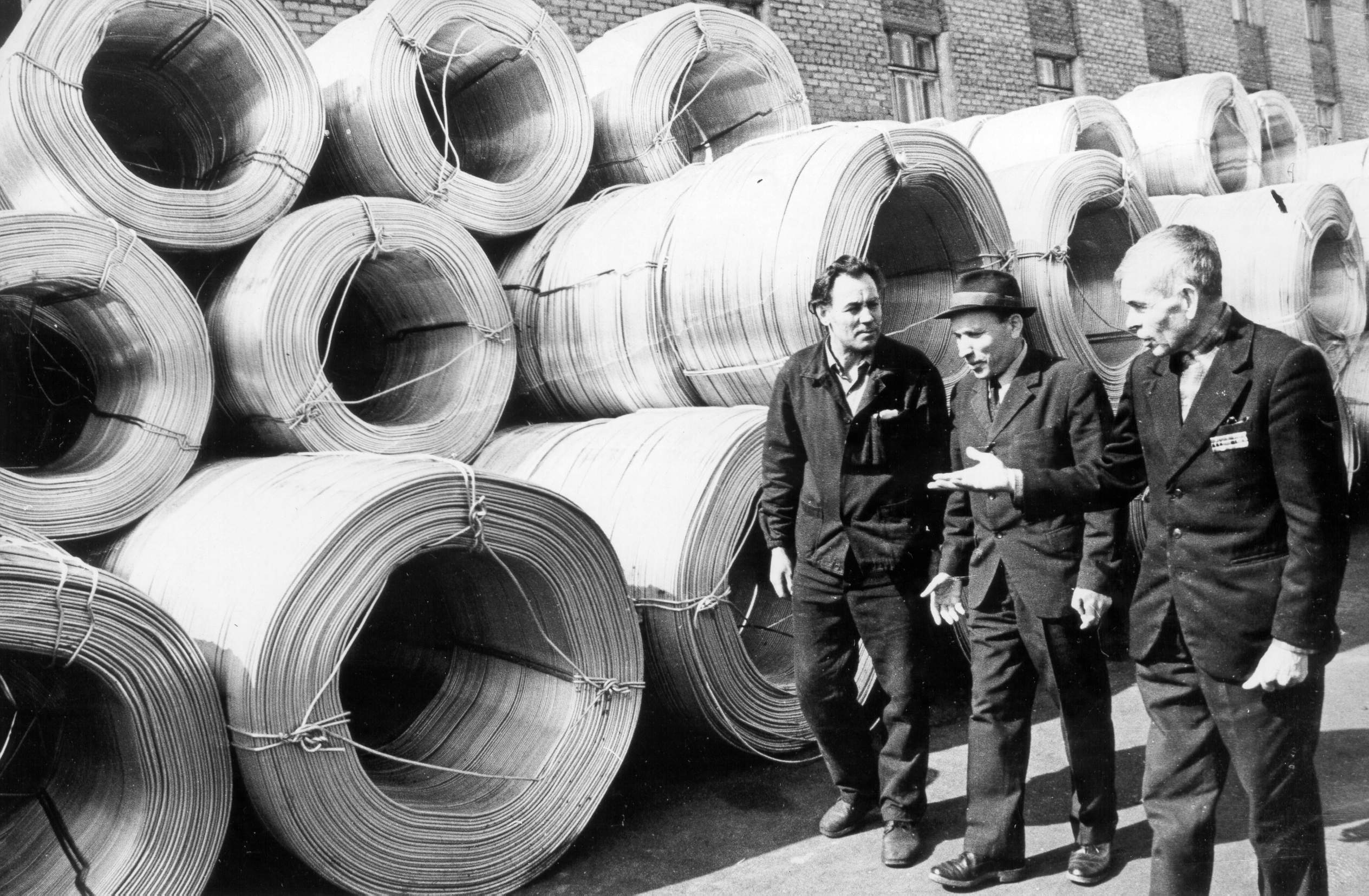
Совещание инженеров

В 1981 году на «Камкабеле» было освоено серийное производство высоковольтных маслонаполненных кабелей новой конструкции на напряжение 150 кВ. Они предназначались для Аджаокутского металлургического завода в Нигерии и подходили для эксплуатации во влажных условиях тропиков. Изготавливались на «Камкабеле» и морозостойкие кабели напряжением 220 кВ для Колымской ГЭС, 500-киловольтный кабель для Нижнекамской ГЭС. В 1983 году продукция «Камкабеля» поставлялась на Остров свободы (Республика Куба), а 79-й страной в географии экспортных поставок завода стала Никарагуа.
«Камкабель» продолжал вносить весомый вклад в строительство предприятий Крайнего Севера и атомных электростанций, в частности – Калининской и Запорожской. Завод поставлял кабельную продукцию на Костомукшский горно-обогатительный комбинат, Оскольский электро-меткомбинат в районе Орловско-Курской магнитной аномалии.
В 1984 году золотой награды Лейпцигской ярмарки был удостоен силовой кабель марки КШВГТ. Экспозиция достижений Уральского экономического региона впервые демонстрировалась в Германской Демократической Республике.
Через год в корпусе тяжелых шланговых кабелей были завершены подготовительные работы к серийному выпуску нового шахтного кабеля КГЭШ. Он был рассчитан на напряжение, более чем вдвое превышающее напряжение своего предшественника. На три месяца увеличился срок эксплуатации нового кабеля, снизилась материалоемкость, повысилось качество изоляции.
Комплексная бригада «Камкабеля» изготовила орден Победы для стелы у ДК имени Чехова в Перми. Открытие монумента к 40-летию Победы состоялось 8 мая 1985 года.
Подводя итоги 11-й пятилетки в 1985 году, директор завода Ф. Д. Демиковский отметил, что показатель темпов роста производительности труда составил 120,1%. Лозунгом дня в стране было объявлено ускорение.

### Международное сотрудничество в эпоху перестройки
1986 год для предприятия связан с событием, затронувшим всю страну. Камские кабельщики оказали посильную помощь жителям Чернобыльского района, пострадавшим от аварии на АЭС. Были перечислены денежные средства, досрочно завершены поставки 63 км бронекабеля для восстановительных работ на третьем блоке.

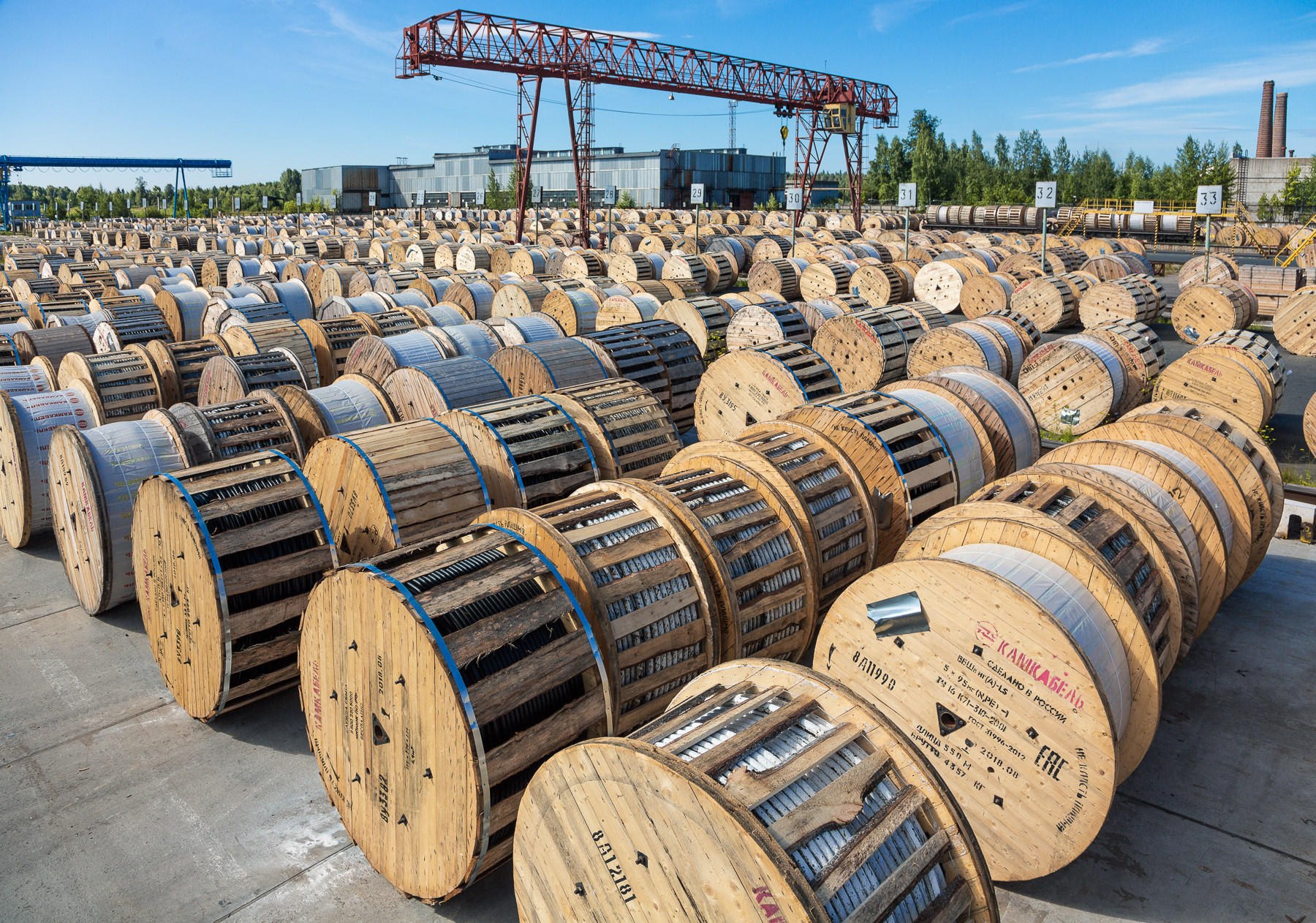
Склад готовой продукции

В конце 1986 года директор «Камкабеля» Ф. Д. Демиковский отчитался о перевыполнении планов по объемам реализуемой и товарной продукции, о темпах роста производительности труда, увеличении выпуска продукции со Знаком качества. Завод готовился к переходу на госприемку и самофинансирование. Цехи и отделы активно включались в перестройку.
Тридцатилетняя годовщина предприятия была ознаменована выпуском 700-тысячного километра бронекабеля. Семнадцать с половиной раз можно было опоясать им земной шар по экватору.
«Камкабель» продолжил активно расширять границы зарубежного сотрудничества в 1988 году. Завод подписал договор о кооперировании производства кабельных изделий с объединением кабельных заводов г. Светозарево (Югославия). На «Камкабеле» побывали руководители итальянских фирм «Сикме», «Сива» и «Шетт». Они ознакомились с эмальпроизводством и обсудили со специалистами «Камкабеля» возможности для сотрудничества. Большая партия маслонаполненного кабеля была отправлена в КНДР – в Пхеньян. В 1989 году отдел экспортных поставок предприятия отметил 30-летний юбилей. За эти годы продукция «Камкабеля» была отправлена более чем в семьдесят стран мира. Завод стал самым крупным экспертом в кабельной отрасли.
В 1990 году по приглашению фирмы «Кубаметалс» и кабельного завода «Конрадо Бенитес» специалисты «Камкабеля» побывали на Кубе. Обсуждались вопросы о возможном научно-техническом сотрудничестве.
Наступали новые времена. Страна близилась к переменам. Адаптироваться к новым реалиям предстояло и «Камкабелю».

### Падение «железного занавеса», зарубежные поставки, первый километр
К 1991 году Пермь утратила статус закрытого города. Теперь иностранные делегации все чаще посещали «Камкабель». В газете «Камский кабельщик» впервые было опубликовано интервью с представителем итальянской фирмы «Ди Анджели» синьором Марио Рандзи. Иностранец был полон восторженных впечатлений о «Камкабеле», где ему предстояло организовать производство эмальагрегатов нового типа.

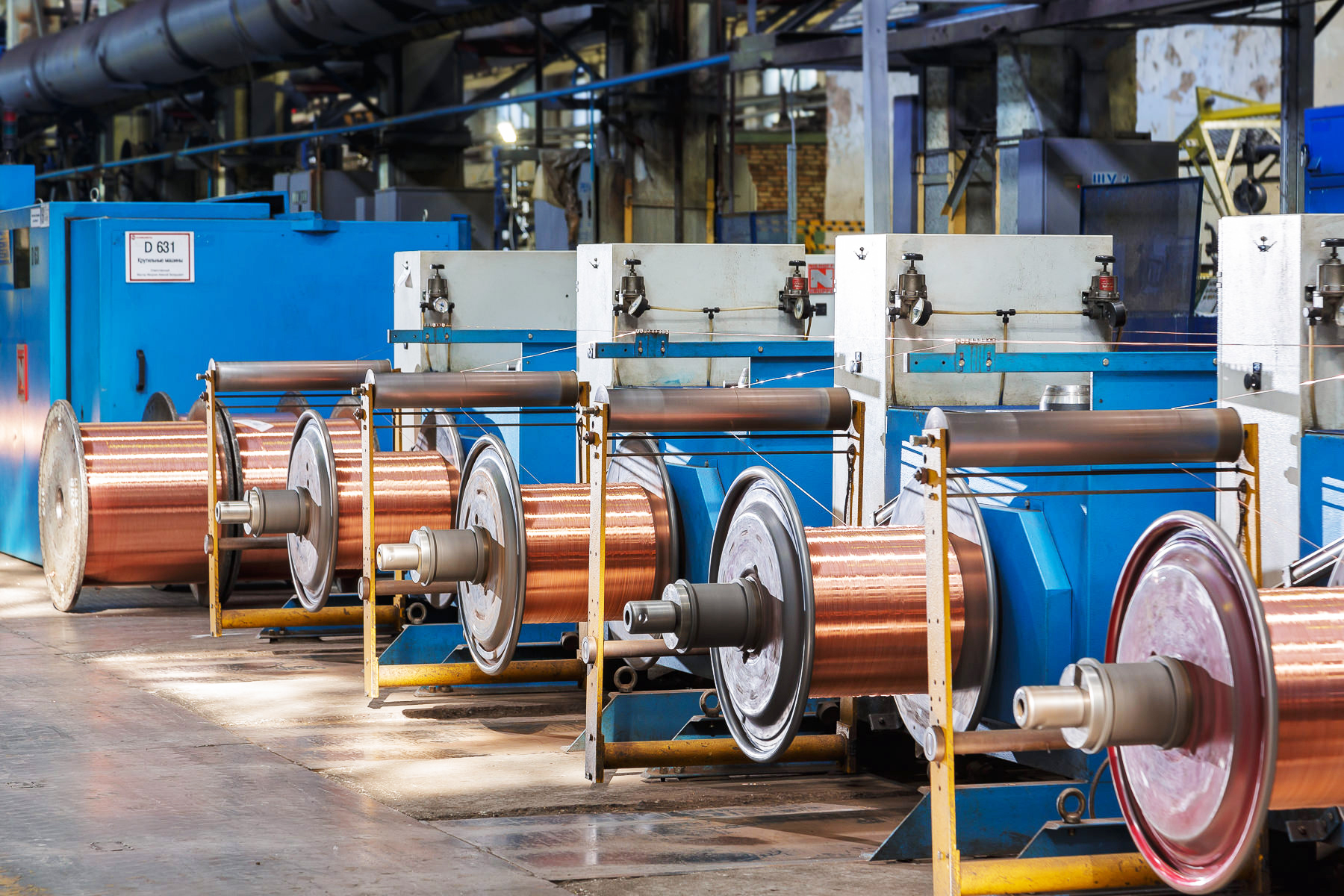

К этому времени «Камкабель» выполнил уже не один десяток заказов на экспорт. За контракт с Малайзией заводу пришлось побороться с полутора десятками предприятий из стран Латинской Америки. По контракту заводу предстояло поставить 300 км кабеля ЦАСБ 3х120 мм напряжением 11 кВ.
В 1992 году 34 фирмы из разных стран боролись за победу в тендере на право поставки проводов и кабелей с пластмассовой изоляцией для Кипра. По результатам конкурса на первом месте оказался «Камкабель», который к тому же вошел в число лидеров в конкурсе на производство кабелей в бумажной изоляции. За высокое качество продукции «Камкабель» был отмечен высокой международной наградой – Алмазной звездой, учрежденной Национальным институтом маркетинга Мексики.

В 1992 году высоковольтная лаборатория «Камкабеля» принимала активное участие в выполнении экспортных заказов на напряжение до 33 кВ для Катара и Кипра. Служба техмонтажа предприятия проводила монтажные работы в Таллине, Киеве, Ташкенте. Через год «Камкабель» начал подготовку к выпуску изделий с новым видом изоляции – силаносшиваемым полиэтиленом.

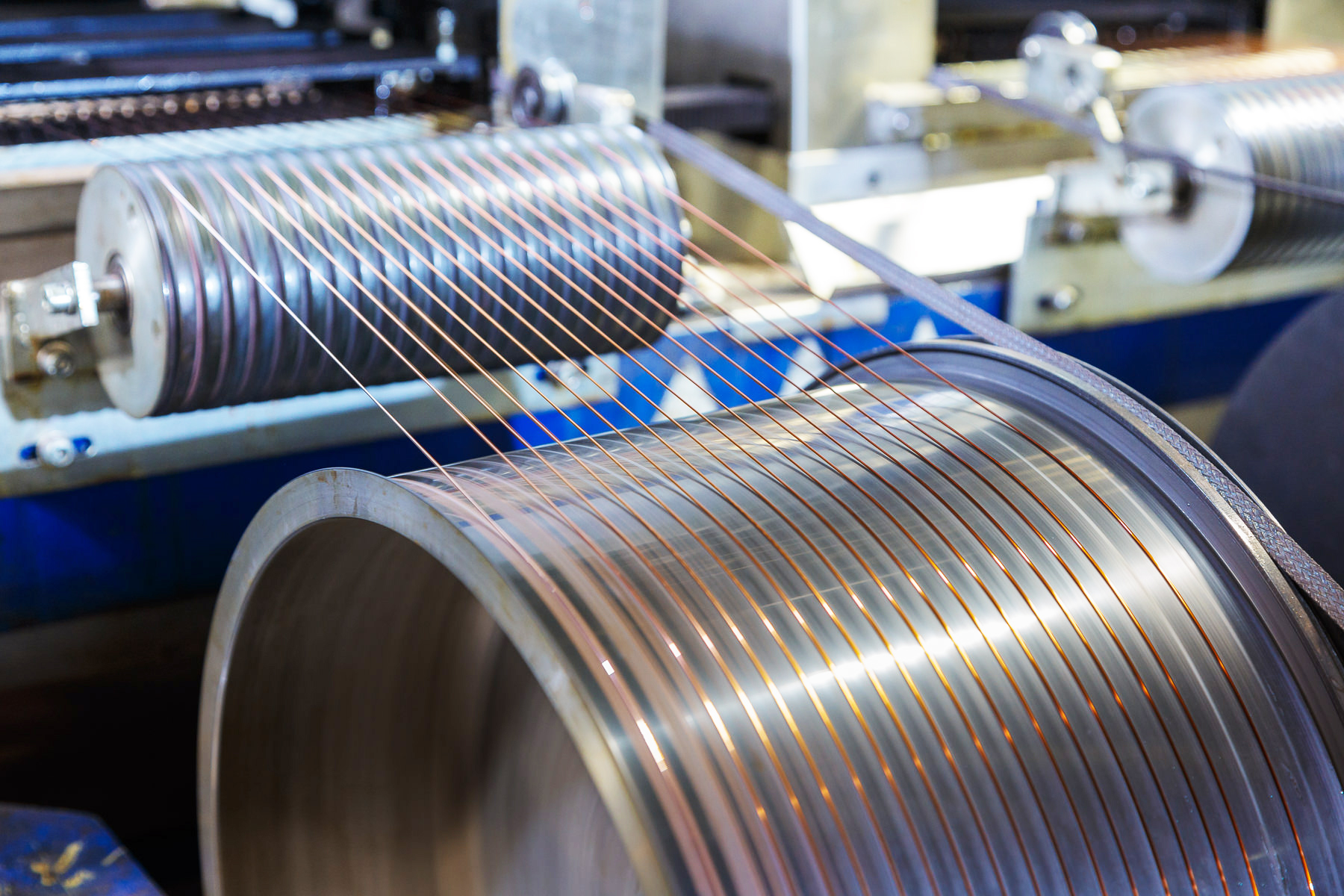

В ноябре 1993 года на «Камкабеле» состоялась научно-техническая конференция. Предметом разговора стали основные направления технического развития предприятия: производство силовых кабелей, арматуры, эмалированных и обмоточных проводов, лаков, кабелей с резиновой изоляцией, кабельного оборудования, товаров народного потребления. Особое внимание уделялось сертификации выпускаемых изделий.
1 апреля 1994 года на заводе был выпущен первый километр нефтекабеля, его производство постепенно наращивало мощность.
В 1995 году АО «Камкабель» была вручена золотая звезда «Арка Европы» на 12-й Международной конвенции деловых кругов в Мадриде. Силовой кабель в бумажной изоляции нашел спрос в США, выполнялись контракты на поставку продукции в ОАЭ, Кипр, Китай.
На предприятии был освоен новый вид продукции – геофизические провода. Первыми потребителями стали АО «Пермнефтегеофизика» и «Башнефтегеофизика».
Возобновилось производство маслонаполненных кабелей. В октябре был подписан договор на поставку кабеля 220 кВ и комплектующих для строительства тепловой электростанции Хуанен в столице КНР Пекине.

### Новые экологические решения и лидерство в Центральной России
Начиная с 1996 года на «Камкабеле» проводятся мероприятия по снижению загрязнения заводом окружающей среды. Была принята в работу установка сжигания отходов, произведена разделка отходов нефтепогружного кабеля, реконструирована линия гранулирования пластмасс, пущена в эксплуатацию первая очередь системы водоочистки (пруды-отстойники).

Главной экологической задачей предприятия было полностью уйти от сброса сточных вод в Каму, перейти на замкнутый цикл водопотребления. Новый эмальагрегат позволял предприятию выпускать провода высокого технического уровня при снижении вредных выбросов в окружающую среду.

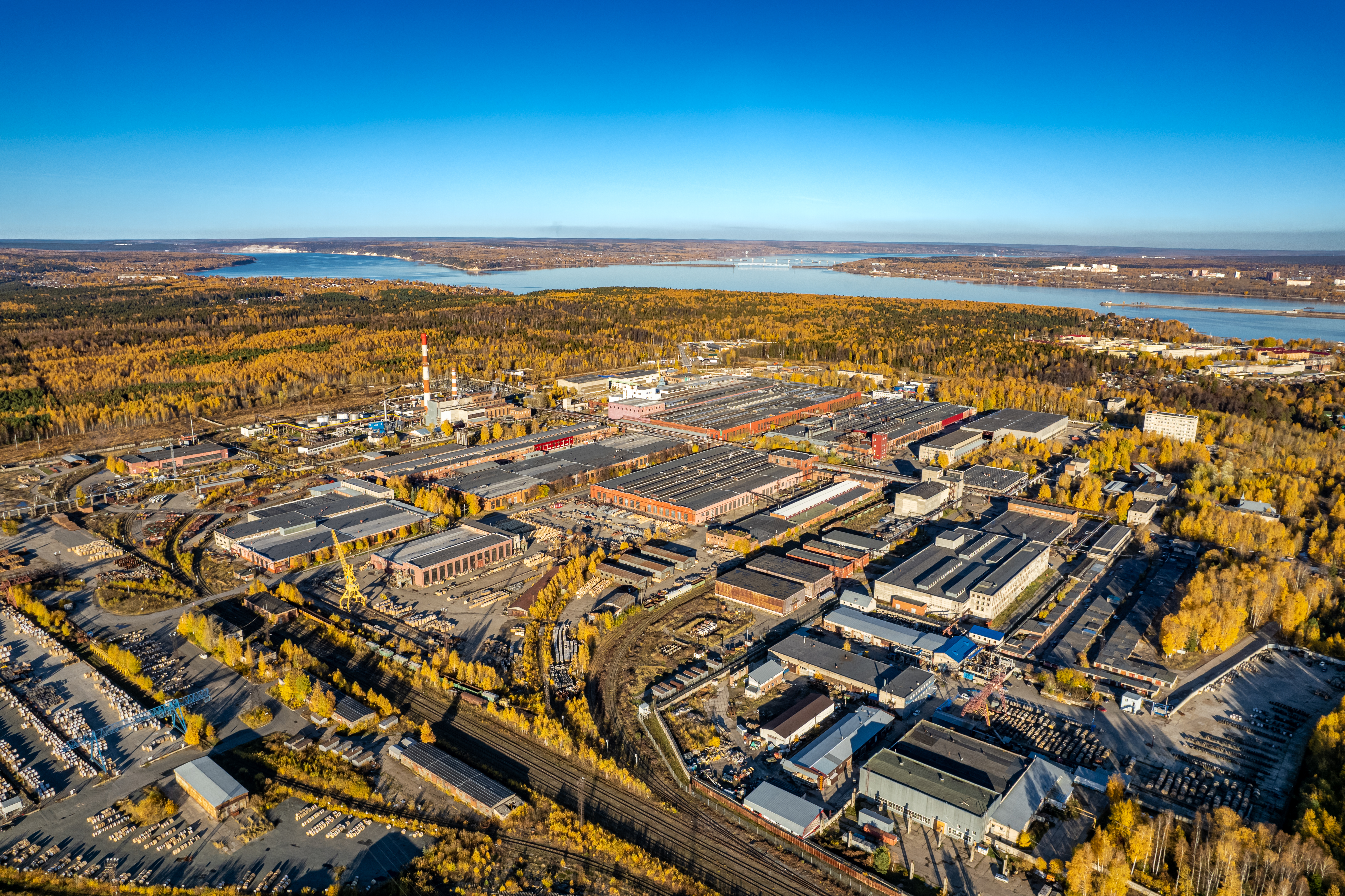
Производственная площадка

Активный переход на современные виды изоляции и технологии наступил на «Камкабеле» в 1997 году. Началась проработка проекта, связанного с изготовлением кабеля с изоляцией из сшитого полиэтилена, который выдерживает температуру до +90 °С, имеет высокие характеристики сопротивляемости, более удобен в прокладке как в кабельных сооружениях, так и в земле на сложных трассах.
В то же время представители «Камкабеля» посетили Бельгию и Финляндию. Одной из целей поездки стало знакомство с технологией производства силаносшиваемого полиэтилена и его применение в производстве силовых кабелей. Прошли переговоры с финской компанией Nokia-Maillefer о поставке оборудования для изолирования токопроводящих жил с изоляцией из силаносшиваемого полиэтилена.
В 1998 году состоялась конференция потребителей нефтепогружных кабелей. В ней приняли участие более 50 представителей нефтяных компаний и предприятий нефтегазового машиностроения. В 1997 году выпуск нефтекабелей вырос более чем в 12 раз, что позволило «Камкабелю» увеличить свою долю на этом сегменте рынка с 2% до 23%.
В результате совместной разработки специалистов ОАО «ПермНИПИнефть» и ОАО «Камкабель», направленной на ликвидацию запаривания скважин при низких температурах в скважинах с большим содержанием парафина, в 1999 году родилось патентное решение – греющий кабель. В результате его применения в трубах размягчаются пробки парафина и полностью обеспечивается стабильная добыча «черного золота».
С 1998 года, выиграв тендер московского правительства, «Камкабель» стал единственным поставщиком кабельной продукции на объекты комплексного перспективного развития Москвы. Упрочились позиции предприятия в Центральном регионе России. В числе основных потребителей продукции предприятия были крупнейшие компании страны – «Газпром», «Сургутнефтегаз», «Тюменская нефтяная компания» и другие.
В 1999 году «Камкабель» поставлял продукцию для корпорации «Трансстрой», реализующей «проект века» – строительство третьей кольцевой дороги. Пермская кабельная продукция активно использовалась в строительстве и реконструкции столичных автодорожных магистралей, поставлялась для Московского метрополитена.
Начиналось новое тысячелетие. «Камкабель» укреплял лидирующие позиции в отрасли, модернизировал оборудование, увеличивал выпуск продукции, повышал ее качество.

### Кабель с изоляцией из сшитого полиэтилена и курс на импортозамещение
Начало двухтысячных для «Камкабеля» было ознаменовано новыми разработками продукции, масштабными поставками, а также укреплением позиций на рынке.
В 2001 году на предприятии был увеличен выпуск кабелей с бумажной пропитанной изоляцией, эмалированных, обмоточных и монтажных проводов.

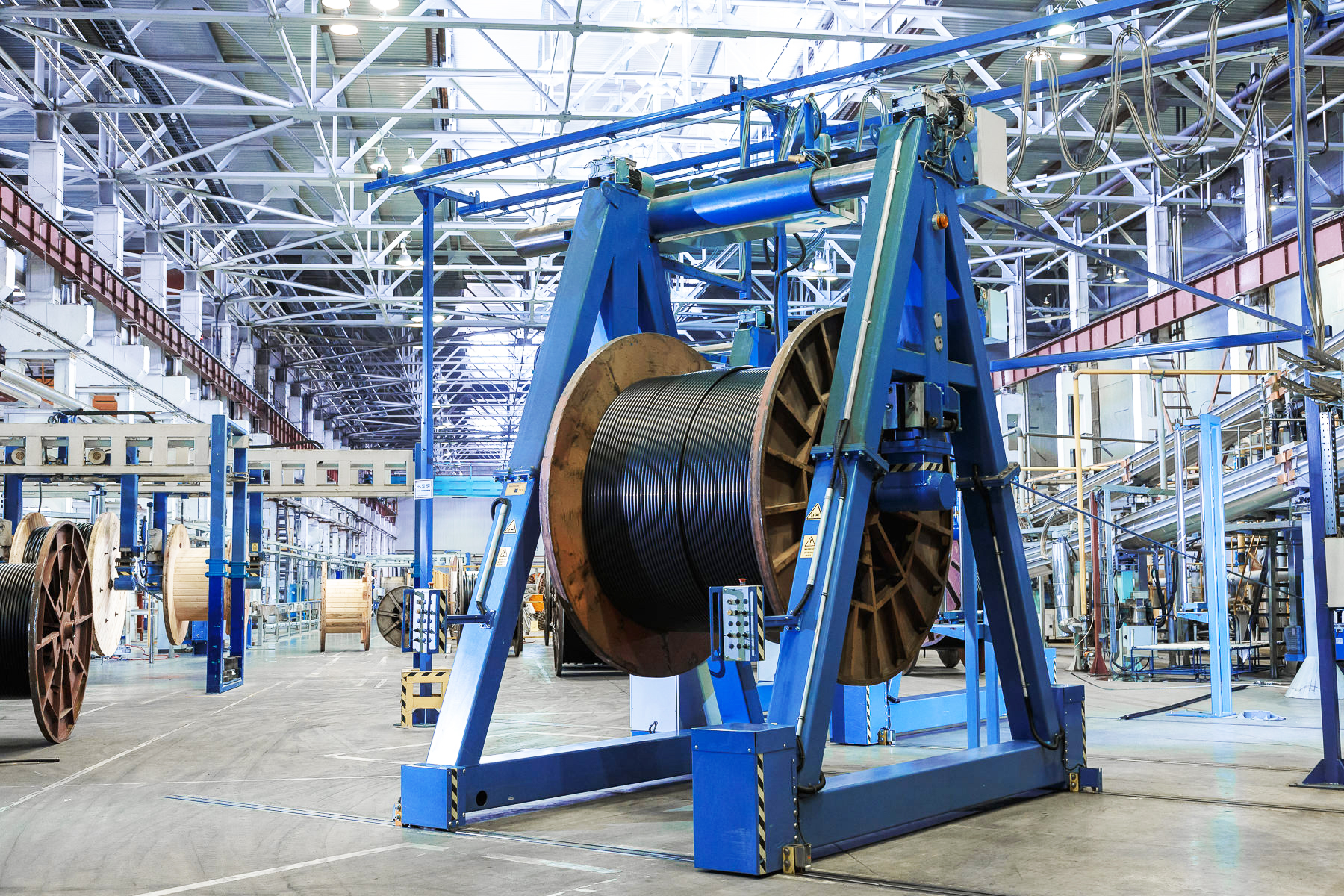
Кабель с изоляцией из сшитого полиэтилена

Большой заказ на изготовление неизолированных проводов для Ирака завод получил в середине июня 2002 года. В кратчайшие сроки «Камкабелю» удалось подготовить необходимое оборудование и начать работу по выполнению и поставке продукции. В этом же году коллектив «Камкабеля» активно работал над проектом будущего – освоением производства кабелей с изоляцией из сшитого полиэтилена. Уже в августе 2003 года началось выполнение заказов на эту продукцию. Первая серьезная поставка была выполнена для «Гознака».
2004 год для «Камкабеля» оказался по-настоящему плодотворным. На предприятии было освоено производство ряда стратегически значимых продуктов: самонесущих изолированных проводов, шахтных кабелей на напряжение 3 и 6 кВ, экскаваторных кабелей с теплостойкой изоляцией, нагревательных нефтекабелей, а также кабелей для железнодорожников в пожаробезопасном исполнении.
Предприятие продолжало развиваться, сохраняя позиции лидера отрасли: около 30% всех силовых кабелей на рынок России и стран СНГ поставлялось «Камкабелем». По данным ассоциации «Электрокабель», «Камкабель» продолжает быть лидером отрасли.
За 2005 год «Камкабелем» было подано 14 заявок на изобретения и полезные модели, получено 12 патентов, всего в производстве использовалось 22 запатентованных конструкторско-технических решения. Тогда же был зарегистрирован новый товарный знак «Камкабель», который будет гарантировать высокое качество кабельно-проводниковой продукции еще долгие годы.
Уже в тогда, в 2000-х, «Камкабель» взял курс на импортозамещение – на производстве стартовали работы по внедрению отечественных материалов.

### Инновационное настоящее
К началу 2006 года «Камкабель» вышел на первое место по объему переработки меди. В то же время на заводе появилась новая машина общей скрутки Drum-Twister. Ее ввод позволил увеличить выпуск высококачественных самонесущих изолированных проводов.
Свой 50-летний юбилей «Камкабель» торжественно отметил в 2007 году. Для более полного удовлетворения потребностей клиентов специалисты предприятия разработали и освоили производство новых марок силовых кабелей с пластмассовой изоляцией, которые характеризовались снижением пожарной опасности в местах их применения.
В 2008 году было открыто производство кабелей на среднее и высокое напряжение (до 220 кВ) с изоляцией из сшитого полиэтилена. Спустя год на «Камском кабеле» была успешно завершена сертификация системы менеджмента качества на соответствие новой версии ГОСТ Р ИСО 9001-2008 – предприятие вошло в первую десятку российских предприятий, прошедших сертификацию системы менеджмента качества по новому ГОСТу.

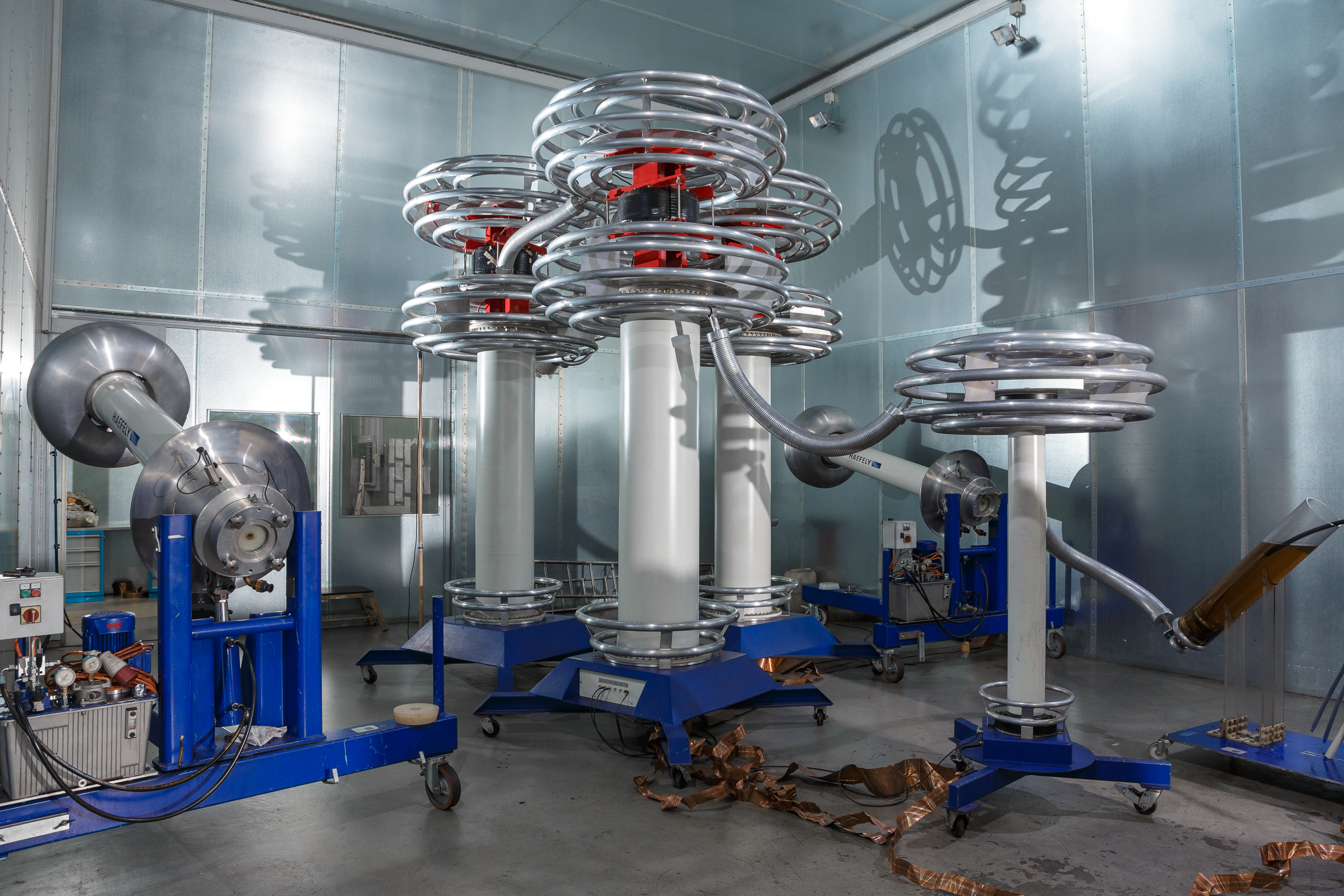
Испытательная лаборатория Камского кабеля

С 2009 года продукция «Камского кабеля» традиционно удостаивается званий дипломанта и лауреата Всероссийского конкурса Программы «100 лучших товаров России». В 2012 году «Камский кабель» получил звезду на Аллее Доблести и Славы в Перми.
Весной 2013 года на предприятии была открыта вторая очередь производства кабелей в изоляции из сшитого полиэтилена на напряжение 6–35 кВ «Пероксид-2», а в 2014 году на заводе начато производство кабеля с этиленпропиленовой изоляцией EPRon.
В 2016 году на «Камкабеле» запущен современный комплекс оборудования по производству высокотемпературных кабелей для нефтепогружных насосов, а через год – новое производство продукции из алюминиевого сплава.

В марте 2019 года компанией принято решение о развитии направления франчайзинга. Стартовали продажи франшизы розничных магазинов кабельно-проводниковой и электротехнической продукции под брендом «Камкабель». Сегодня торговые точки, открытые по франшизе, работают в 23 регионах России, а также в Казахстане и Беларуси, их ассортимент насчитывает около 1000 наименований кабелей и проводов, а также сопутствующие электротехнические товары от мировых производителей.

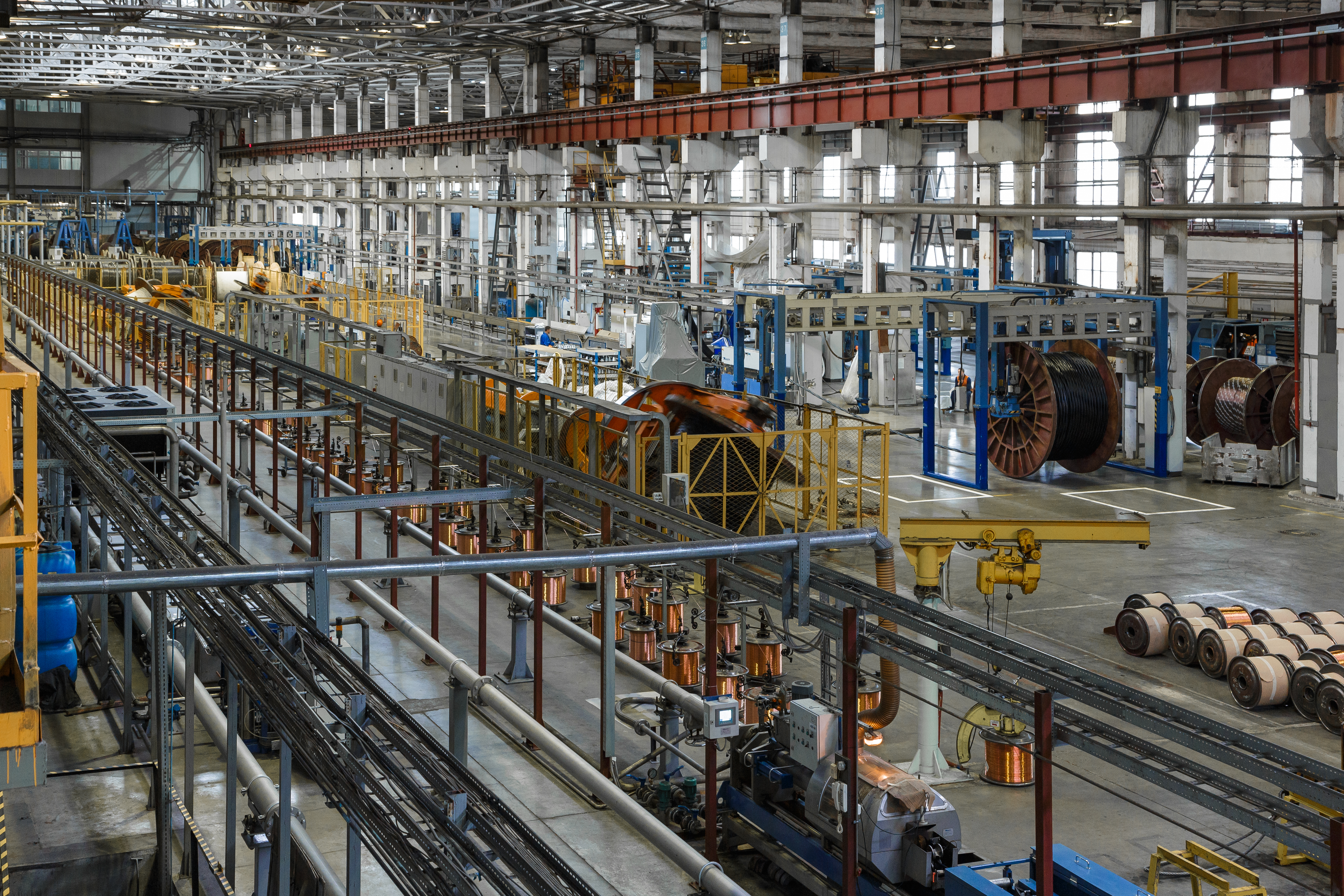

2020-2024 годы для «Камского кабеля» отмечены знаковыми событиями: получение статуса системообразующего предприятия Пермского края и России, получение лицензии Ростехнадзора на конструирование оборудования для атомных станций, разработка конструкции и успешное прохождение испытаний импортозамещающего нагревательного саморегулирующегося кабеля, получение сертификатов на ряд продуктов по системе добровольной сертификации «Интергазсерт», внесение компании в Федеральный реестр «Всероссийская Книга почета».
Продукция «Камского кабеля» поставлялась на значимые мероприятия и объекты: чемпионат мира по футболу, АЭС в России и Республике Беларусь, на объекты Усольского калийного комбината, строительство моста через Керченский пролив, космодром «Восточный», строительство и реконструкцию газопроводов «Сила Сибири», «Северный поток – 2», «Сахалин-3», «Турецкий поток», «Арктик СПГ-2», на новые ветки Московского и Петербургского метрополитенов, в аэро-порты Домодедово и Шереметьево.
В разные годы «Камский кабель» был высоко отмечен в рейтингах «топ-400 крупнейших компаний Урала и Сибири», «Лучший работодатель России», «Лучший поставщик для компаний электроэнергетической отрасли». Предприятие традиционно занимает первое место по итогам опроса нефтегазовых компаний в номинации «Электротехническая продукция» в рамках «ТЭК-рейтинга», а также по результатам опроса генерирующих и сетевых компаний – везде продукция «Камского кабеля» получает наибольшие оценки в номинации «Кабельно-проводниковая продукция».
С 2021 года франшиза «Камского кабеля» входит в топ-500 лучших франшиз России по версиям порталов Businessmens.ru и БИБОСС.
17 июня 2022 года «Камский кабель» отметил 65-летний юбилей. В юбилейный год было освоено 11 новых типов продукции. Среди них – огнестойкие кабели для систем пожарной и охранной сигнализации, судовые кабели нового поколения, гибкие силовые теплостойкие провода с изоляцией из кремнийорганической резины для подвижного состава метрополитена, компактированные неизолированные провода для ЛЭП.
В 2023 году трудовой коллектив «Камского кабеля» награжден губернатором Пермского края памятным знаком за вклад в развитие и благоустройство Перми. Награда приурочена к 300-летию краевой столицы.

## Продукция
Основные группы выпускаемой продукции:
- Силовые кабели с изоляцией из СПЭ, ПВХ, ЭПР, БПИ.
- Неизолированные провода для воздушных линий электропередачи.
- Самонесущие изолированные провода.
- Монтажные кабели и провода.
- Кабели нагревательные.
- Обмоточные провода.
- Шахтные и экскаваторные кабели.
- Контрольные кабели.
- Кабели управления.
- Нефтекабели.
- Пожаробезопасные кабели.

## Руководство
- Бузилов Александр Петрович –  генеральный директор.
- Азанов Александр Александрович – главный технолог.
- Мизева Елена Валерьевна – директор по персоналу.
- Чернов Сергей Иванович – директор по производству.

## Деятельность
Многолетний опыт, современное оборудование, мощная испытательная база, а также собственный центр разработок обеспечивают выпуск широчайшего ассортимента актуальной кабельно-проводниковой продукции. Техническая и производственная база предприятия позволяют изготавливать большие объемы продукции, в том числе по техническим требованиям заказчиков.
Номенклатурный перечень насчитывает более 75 000 видов кабелей и проводов с различными видами изоляции – бумажной пропитанной, резиновой, из ПВХ пластиката, сшитого полиэтилена, фторопластовых пленок, стеклонитей, эмальлаков и других современных материалов.
Постоянными клиентами «Камского кабеля» являются крупнейшие компании основных отраслей экономики: нефть, газ, энергетика, строительство, металлургия, горнодобывающая, атомная и химическая промышленность. Предприятие поставляет кабель для эффективного энергообеспечения НПЗ, ГПЗ, СПГ, ГОКов, шахт и разрезов, ГЭС, АЭС, инфраструктурных проектов и прочих стратегических объектов.

## Награды и достижения
- В Государственном реестре полезных моделей РФ зарегистрировано 187 патентов на продукцию компании.

- Ежегодно продукция ООО «Камский кабель» удостаивается высоких званий «Дипломант», «Лауреат», «Новинка» в конкурсе «100 лучших товаров России».

- Камский кабель признан Лучшим энергоэффективным предприятием 2022.

- В независимом ТЭК-рейтинге «Камский кабель» признан лучшим производителем кабелей для электроэнергетического комплекса (2020, 2021, 2022 г., 2023 г.), а также нефтепогружных кабелей (2018 г., 2019 г.).

- В сотрудничестве с Министерством промышленности, предпринимательства и торговли Пермского края «Камский кабель» участвует в реализации национального проекта «Производительность труда и поддержка занятости».

## Цифры и факты
- Крупнейшая производственная площадка кабельно-проводниковой продукции в Европе.

- Широчайшая номенклатура изделий в отрасли – 75 000 маркоразмеров.

- Возможность создания продукции по индивидуальным заказам потребителей.

- Контроль качества продукции на всех этапах производства.

- Собственный аккредитованный испытательный центр.

## Социальная ответственность
«Камский кабель» – социально ориентированное предприятие. Среди основных задач завода находится не только производство качественной кабельно-проводниковой продукции, но и всесторонняя забота о своих сотрудниках.
Первичная профсоюзная организация кабельных предприятий осуществляет защиту и представительство социально трудовых прав и интересов членов профсоюза, контролирует выполнение коллективного договора и активно занимается проведением культурно-массовых и спортивно-оздоровительных мероприятий, оказывает поддержку ветеранам и пенсионерам.
«Камский кабель» активно поддерживает спортивные мероприятия, в частности ежегодно выступает спонсором награды самого ценного игрока «MVP» баскетбольного турнира «Матч всех звезд Единой Лиги ВТБ», а также является спонсором пермского ХК «Гайва», выступающего в Ночной хоккейной лиге дивизиона «Любитель 50+». Ежегодно на предприятии проходят Дни открытых дверей для школьников и студентов.